# Hřbitov Dolní Břežany
Hřbitov Dolní Břežany (či také břežanský hřbitov) se nachází na zelené louce jihozápadně od centra stejnojmenné obce ve Středočeském kraji, jižně od Prahy. Byl založen v květnu 2016, je unikátní svým krajinářským a architektonickým pojetím, tvoří přirozenou součást komponované krajiny. Kruhový hřbitov připomíná také symboliku keltského kříže, jenž je s obcí spojená díky blízkému keltskému oppidu Závist. Střed je ohraničen kamennou zdí. Vedle hřbitova o rozloze 2 hektarů se nachází také 4 hektary veřejně přístupné zeleně s parkovou úpravou. Za návrhem stojí zahradní architekt Zdeněk Sendler. Projekt stál 10 milionů korun.